# Trung đoàn bộ binh Kentucky 29
Trung đoàn Bộ binh Kentucky 29 là một trung đoàn bộ binh ở Kentucky đã không hoàn thành tổ chức của mình để phục vụ trong Quân đội Liên minh trong Nội chiến Hoa Kỳ. Những người lính nhập ngũ đã được chuyển đến Trung đoàn 6 Bộ binh Tình nguyện Kentucky.